# Папаханаумокуакеа
Национален морски паметник Папаханаумокуакеа (на английски: Papahānaumokuākea Marine National Monument) е биосферен резерват  в САЩ, щата Хаваи.
Съставен е от група от няколко неголеми острови и атоли, разположени в средата на Тихия океан и влизащи в състава на Хавайските острови. Резерватът е създаден на 15 юни 2006 г. от президента на САЩ Джордж Буш - младши като Национален морски паметник „Северозападни Хавайски острови“. През 1907 г. получава ново наименование Папаханаумокуакеа, в чест на хавайската богиня създателка. През 2010 резерватът „Папаханаумокуакеа“ е включен в Списъка на световното културно и природно наследство на ЮНЕСКО. През 2016 г Барак Обама разширява защитената площ до 1,5 милиона км² и с това забраната за риболов е разширена извън 200 км зона на Хавайските острови.

## Флора и фауна
В биосферния резерват се намират под защита над 7000 вида отчасти ендемитни видове, които за заплашени от изчезване. Между тях са Зелената морска костенурка (Chelonia mydas), Сива рифова акула (Carcharhinus amblyrhynchos), хавайският тюлен монах (Monachus schauinslandi) и Лайзенският албатрос (Phoebastria immutabilis). Между защитените растения в резервата е палмата Nihoa.
- Хавайски тюлен монах (Monachus schauinslandi)
и лайзенски албатрос
- Хавайска разновидност на зелената морска костенурка (Chelonia mydas)
- Сива акула от вида ''Triaenodon obesus''
- Голяма фрегата (Fregata minor)